# Siliciumbrennen
Als Siliciumbrennen bezeichnet man in der Astrophysik eine Gruppe von Kernfusionsreaktionen im Inneren schwerer Sterne mit einer Ausgangsmasse von mindestens elf Sonnenmassen, bei denen durch die Umwandlung des Ausgangsstoffes Silicium Energie freigesetzt wird. Das Siliciumbrennen dauert typischerweise nur wenige Wochen, es folgt auf das Sauerstoffbrennen. Das Siliciumbrennen ist der letzte Fusionsschritt für Sterne, die den nuklearen Brennstoff, der sie in ihrer langen Lebenszeit auf der Hauptreihe des Hertzsprung-Russell-Diagramms mit Energie versorgt hat, aufgebraucht haben.
Das Siliciumbrennen beginnt, nachdem die Kerntemperatur durch Kontraktion auf 2,7·109  – 3,5·109  Kelvin gestiegen ist. Die exakte Temperatur ist massenabhängig, die Dichte beträgt mindestens 3·1010 kg/m3. Nach Ende des Siliciumbrennens sind keine weiteren Fusionsreaktionen mehr möglich. Das führt dazu, dass sich im Kern des Sterns immer mehr Fusionsprodukte (Eisen) anreichern und dieser beim Erreichen der Chandrasekhar-Grenze von ungefähr 1,26 Sonnenmassen endgültig kollabiert, was eine Kernkollaps-Supernova auslöst.

## Reaktionen
Nach Ende des Sauerstoffbrennens besteht der Kern des Sterns vor allem aus Silicium und Schwefel. Sofern der Stern eine ausreichend große Masse hat, kontrahiert er, bis seine Kerntemperatur im Bereich von 2,8…4,1 Gigakelvin (GK) liegt.
Die direkte Fusion zweier Silicium-Atomkerne ist wegen der hohen Coulomb-Barriere nicht möglich. Stattdessen ermöglicht die Photodesintegration ein komplexes Reaktionsnetzwerk aus mehr als 100 einzelnen Kernreaktionen. Dabei werden aus Silicium und anderen Elementen einzelne Kernbestandteile herausgelöst; diese sind entweder einzelne Protonen, Neutronen oder ganze Alphateilchen. Zwar entspricht eine Temperatur von 4 GK nur einer durchschnittlichen Energie von kB·T = 344 keV, also zu wenig im Vergleich zu den für Photodesintegration erforderlichen mehreren MeV, doch folgen die Photonen einer Planck-Verteilung, in deren hochenergetischem Schwanz sich bei diesen Temperaturen genügend Photonen befinden, um die Reaktion schnell genug ablaufen zu lassen.
Während des Siliciumbrennens fangen Atomkerne die durch Photodesintegration freigesetzten Protonen, Neutronen oder Alpha-Teilchen ein. Dabei entstehen über beispielsweise folgende Reaktionskette sukzessive schwere Kerne mit einer Massenzahl A = 50…65:
{\displaystyle {}_{14}^{28}\mathrm {Si} +{}_{2}^{4}\mathrm {He} \rightarrow {}_{16}^{32}\mathrm {S} }
{\displaystyle {}_{16}^{32}\mathrm {S} +{}_{2}^{4}\mathrm {He} \rightarrow {}_{18}^{36}\mathrm {Ar} }
{\displaystyle {}_{18}^{36}\mathrm {Ar} +{}_{2}^{4}\mathrm {He} \rightarrow {}_{20}^{40}\mathrm {Ca} }
{\displaystyle {}_{20}^{40}\mathrm {Ca} +{}_{2}^{4}\mathrm {He} \rightarrow {}_{22}^{44}\mathrm {Ti} }
{\displaystyle {}_{22}^{44}\mathrm {Ti} +{}_{2}^{4}\mathrm {He} \rightarrow {}_{24}^{48}\mathrm {Cr} }
{\displaystyle {}_{24}^{48}\mathrm {Cr} +{}_{2}^{4}\mathrm {He} \rightarrow {}_{26}^{52}\mathrm {Fe} }
{\displaystyle {}_{26}^{52}\mathrm {Fe} +{}_{2}^{4}\mathrm {He} \rightarrow {}_{28}^{56}\mathrm {Ni} }
{\displaystyle {}_{28}^{56}\mathrm {Ni} +{}_{2}^{4}\mathrm {He} \rightarrow {}_{30}^{60}\mathrm {Zn} }
Aufgrund der hohen Temperaturen läuft die Anlagerung von Protonen und Neutronen ausreichend schnell ab, sodass, trotz der Photodesintegration der leichteren Kerne, auch schwere Kerne entstehen können. Da diese schweren Kerne eine höhere Bindungsenergie pro Nukleon haben, sind im stellaren Kern nicht genügend Photonen mit hoher Energie vorhanden, um sie sofort wieder spalten zu können. Netto werden dadurch mehr schwere Elemente gebildet als zerstört. Während des Siliciumbrennens entstehen große Mengen an Nickel-56, da dieses die höchste Bindungsenergie aller Kerne mit gleicher Anzahl an Protonen wie Neutronen hat. Da Nickel-56 radioaktiv ist, zerfällt es per zweimaligem Beta-Plus-Zerfall zum stabilen Kern Eisen-56 (mit der dritthöchsten Bindungsenergie pro Nukleon); Zink-60 zerfällt auf gleichem Wege zum stabilen Nickel-60, das die höchste Bindungsenergie pro Nukleon aufweist. Nach Ende des Siliciumbrennens ist daher keine Energiefreisetzung durch Kernfusion mehr möglich. Zusammengefasst ist der Hauptmechanismus des Siliciumbrennens:
| 28Si + 28Si | → 56Ni + γ        | (über viele Zwischenschritte) |
| 56Ni        | → 56Co + e+ + νe  | (β+-Zerfall)                  |
| 56Co        | → 56Fe + e+ + νe. | (β+-Zerfall)                  |